# 701-й армейский пушечный артиллерийский полк

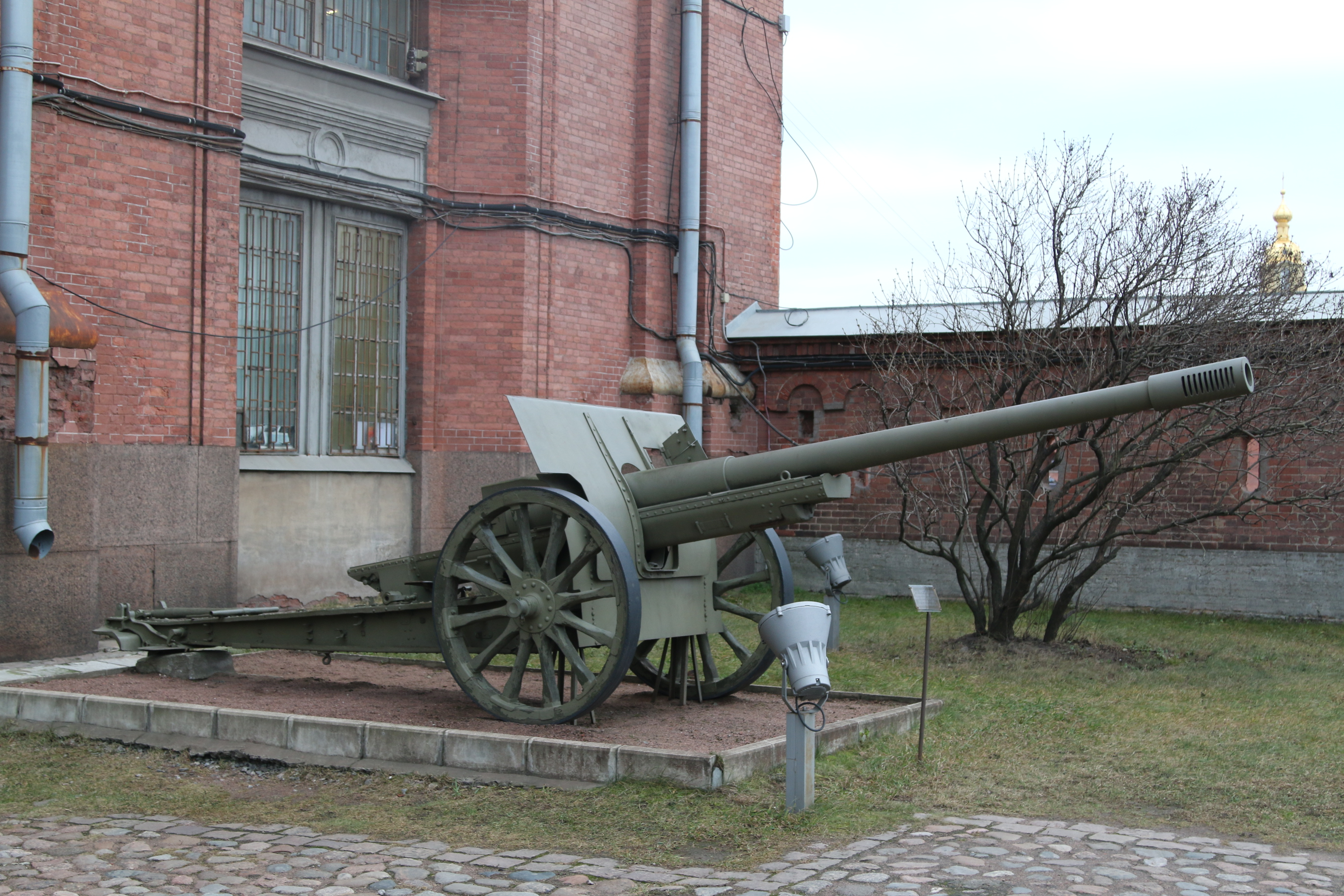
107-мм пушка образца 1910/30 годов

701-й армейский пушечный артиллерийский полк Резерва Главного Командования — воинское формирование Вооружённых Сил СССР, принимавшее участие в Великой Отечественной войне.
Условное наименование — войсковая часть полевая почта (в/ч пп) № 63450.
Сокращённое наименование — 701 апап РГК.

## История формирования
На основании директивы заместителя Народного комиссара обороны СССР № ОРГ/2/510146 от 20 сентября 1941 года в городе Шуя Ивановской области на основе 4-го дивизиона 594-го тяжёлого пушечного артиллерийского полка АРГК МВО был развёрнут 701-й пушечный артиллерийский полк АРГК. Полк формировался двухдивизионного состава по штатам № 08/111, с вооружением 12 — 107-мм пушек образца 1910/30 годов на механической тяге.
23 сентября командиром 594-го тяжёлого артполка, капитаном Чиликиным было проведено собрание с командирами дивизионов о развёртывании каждого дивизиона в полк и преобразовании 4-х орудийных батарей в 2-х орудийные. 24 сентября 1941 года началось укомплектование полка, орудия были получены из 594-го артполка, 13 тракторов ЧТЗ-65 и 12 прицепов были получены из АБТУ МВО новые, остальной транспорт был получен из народного хозяйства в значительно изношенном состоянии. Укомплектованность полка по автомашинам составила 43 %, по тракторам — 44 %, по прицепам — 33 %. К 10 октября штат полка был полностью набран. 1-й дивизион полка был укомплектован личным составом перешедшим из 4-го дивизиона 594-го тяжёлого артполка и представлял собой сколоченную и достаточно обученную боевую единицу. 2-й дивизион комплектовался из пополнения, прибывшего по мобилизации из запаса и командным составом прибывшим из резерва УНАРТ, а потому требовал сколачивания и обучения. С 10 октября по 14 ноября полк проводил систематические учебные занятия. В целях повышения уровня подготовки командного состава были организованы специальные командирские занятия и проводились тактические занятия с выездом в поле. 15 ноября 1941 года полк обследовал старший помощник начальника разведывательного отдела полковник И. В. Подфилипский и сделал вывод о его боеспособности.
На основании директивы Ставки Верховного Главнокомандования от 20 ноября 1941 года, 701-й пушечный артиллерийский полк 24 ноября двумя эшелонами убыл в состав 1-й ударной армии на станцию Загорск.
29 ноября 1941 года полк получил приказ выгрузить находящиеся на станции Дмитров шесть 107-мм пушек образца 1910/30 годов. Ночью пушки были выгружены и поставлены на вооружение, таким образом батареи полка стали трёх орудийными.
1 декабря 1941 года полк был преобразован в 701-й армейский артиллерийский полк АРГК и перешёл на новый 3-х дивизионный штат № 08/110. Рядовым и младшим начальствующим составом вновь формируемый 3-й дивизион был укомплектован из запасного артиллерийского полка, средства тяги и автотранспорт получены со складов, а материальная часть, приборы и ручное оружие подбирались на поле боя. В начале января 1942 года силами полка были полностью восстановлены и поставлены на вооружение 7-й батареи две 152-мм гаубицы-пушки образца 1937 года, а до конца месяца были восстановлены ещё шесть таких же орудий.

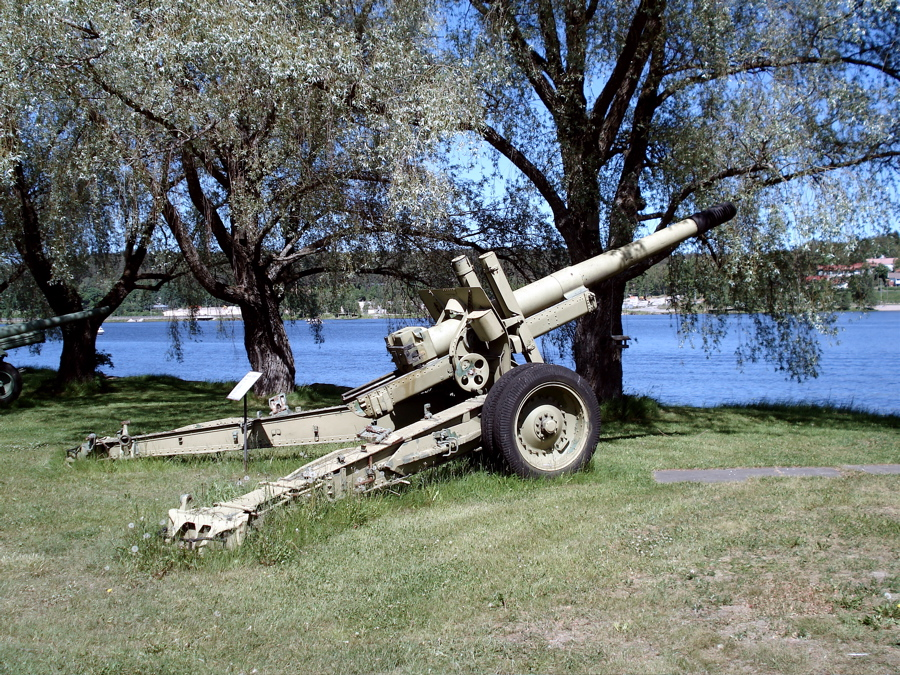
152-мм гаубица-пушка образца 1937 года

С 24 мая 1944 года на базе 701-го армейского пушечного артиллерийского полка, одного дивизиона 1235-го пушечного артиллерийского полка, двух дивизионов 564-го армейского пушечного артиллерийского Рославльского полка и 800-го отдельного разведывательного артиллерийского дивизиона, в районе Цибатово, началось формирование 137-й армейской пушечной артиллерийской Рославльской бригады.

## Участие в боевых действиях
Период вхождения в действующую армию: 25 ноября 1941 года — 21 января 1942 года, 2 февраля 1942 года — 5 июня 1944 года.
27 ноября 1941 года приказом командующего 1-й ударной армией полк был включён в состав группы поддержки пехоты 29-й стрелковой бригады и занял боевой порядок Борисово — Ярово — Митькино для прикрытия отхода бригады на восточный берег канала Москва — Волга. 28 ноября полк вступил в бой и в течение дня успешно вёл огонь по скоплению противника в деревнях Муравьёво, Ревякино и Вороново, а также по Яхромскому мосту. В этот же день противник перешёл канал Москва — Волга, закрепился в деревне Перемилово и стал просачиваться к южной окраине города Дмитров. Полк был придан 50-й стрелковой бригаде, направленной на ликвидацию прорыва. 30 ноября в результате упорного боя 50-я бригада отбросила противника на западный берег канала и заняла оборону по восточному берегу. Полк успешно поддерживал бригаду и в течение трёх дней подавил две батареи противника, уничтожил три танка и наблюдательный пункт, а также расстрелял до полка пехоты противника.
С 1 декабря 1941 года 1-й дивизион полка был придан 44-й и 71-й стрелковым бригадам для поддержки их наступления. Полк вёл огонь по скоплению пехоты в деревнях: Микишкино, Елизаветино и Леоново, а в дальнейшем по восточной окраине Яхромы. С 8 декабря полк в течение трёх дней стремительно продвигался вперёд сопровождая огнём и колёсами наступающую пехоту.
20 января 1942 года полк снялся с занимаемых позиций и к 23 января сосредоточился в районе деревни Слобода Клинского района, где находился на отдыхе до конца месяца. 5 февраля полк полк эшелоном по железной дороге был отправлен на станцию Любницы Клинского района, где разгрузился 10 февраля.
24 мая 1944 года был получен приказ 1-й ударной армии о расформировании полка и формировании на его базе пушечной бригады. 31 мая 1944 года 701-й армейский пушечный артиллерийский полк 1-й ударной армии был полностью расформирован.

## Подчинение
| Подчинение      | Подчинение               | Подчинение        | Подчинение      |
| Дата            | Фронт (округ)            | Армия             | Примечания      |
| --------------- | ------------------------ | ----------------- | --------------- |
| 01.10.1941 года | Московский военный округ | -                 | на формировании |
| 01.11.1941 года | Московский военный округ | -                 | на формировании |
| 01.12.1941 года | Западный фронт           | 1-я ударная армия | -               |
| 01.01.1942 года | Западный фронт           | 1-я ударная армия | -               |
| 01.02.1942 года | Резерв ставки ВГК        | 1-я ударная армия | -               |
| 01.03.1942 года | Северо-Западный фронт    | 1-я ударная армия | -               |
| 01.04.1942 года | Северо-Западный фронт    | 1-я ударная армия | -               |
| 01.05.1942 года | Северо-Западный фронт    | 1-я ударная армия | -               |
| 01.06.1942 года | Северо-Западный фронт    | 1-я ударная армия | -               |
| 01.07.1942 года | Северо-Западный фронт    | 1-я ударная армия | -               |
| 01.08.1942 года | Северо-Западный фронт    | 1-я ударная армия | -               |
| 01.09.1942 года | Северо-Западный фронт    | 1-я ударная армия | -               |
| 01.10.1942 года | Северо-Западный фронт    | 1-я ударная армия | -               |
| 01.11.1942 года | Северо-Западный фронт    | 1-я ударная армия | -               |
| 01.12.1942 года | Северо-Западный фронт    | 1-я ударная армия | -               |
| 01.01.1943 года | Северо-Западный фронт    | 1-я ударная армия | -               |
| 01.02.1943 года | Северо-Западный фронт    | 1-я ударная армия | -               |
| 01.03.1943 года | Северо-Западный фронт    | 1-я ударная армия | -               |
| 01.04.1943 года | Северо-Западный фронт    | 1-я ударная армия | -               |
| 01.05.1943 года | Северо-Западный фронт    | 1-я ударная армия | -               |
| 01.06.1943 года | Северо-Западный фронт    | 1-я ударная армия | -               |
| 01.07.1943 года | Северо-Западный фронт    | 1-я ударная армия | -               |
| 01.08.1943 года | Северо-Западный фронт    | 1-я ударная армия | -               |
| 01.09.1943 года | Северо-Западный фронт    | 1-я ударная армия | -               |
| 01.10.1943 года | Северо-Западный фронт    | 1-я ударная армия | -               |
| 01.11.1943 года | Северо-Западный фронт    | 1-я ударная армия | -               |
| 01.12.1943 года | 2-й Прибалтийский фронт  | 1-я ударная армия | -               |
| 01.01.1944 года | 2-й Прибалтийский фронт  | 1-я ударная армия | -               |
| 01.02.1944 года | 2-й Прибалтийский фронт  | 1-я ударная армия | -               |
| 01.03.1944 года | 2-й Прибалтийский фронт  | 1-я ударная армия | -               |
| 01.04.1944 года | 2-й Прибалтийский фронт  | 1-я ударная армия | -               |
| 01.05.1944 года | 2-й Прибалтийский фронт  | 1-я ударная армия | -               |

## Командный и начальствующий состав

### Командиры полка
- Модзелевский Александр Семёнович (23.09.1941 — 24.12.1942), майор, подполковник, полковник;
- Мамчур Никита Ефимович[11] (24.12.1942 — 26.01.1943), подполковник, ИД;
- Лоскутов Николай Иванович (26.01.1943 — 08.10.1943), подполковник, полковник;
- Грачёв Гавриил Леонтьевич (10.10.1943 — 24.05.1944), майор, подполковник[12]

### Заместители командира по строевой части
- Грачёв Гавриил Леонтьевич (??.05.1943 — 10.10.1943), майор

### Военные комиссары (с 9.10.1942 заместители командира по политической части)
- Рахинштейн Наум Ефимович (23.09.1941 — 04.1942), батальонный комиссар;
- Киселёв Владимир Иванович (04.1942 — 24.05.1944), батальонный комиссар, майор[12]

### Начальники штаба полка
- Куранов Александр Данилович (23.09.1941 —), капитан;
- Новодранов Иван Денисович (1941), капитан;
- Луговцов Виктор Александрович (04.06.1942 —), капитан, майор;
- Грачёв Гавриил Леонтьевич ( — ??.05.1943), майор;
- Богданов Роман Иванович (??.05.1943 — ??.08.1943), гвардии майор;
- Каркозов Гавриил Федосеевич (??.09.1943 — 24.05.1944), гвардии майор[12]

## Память

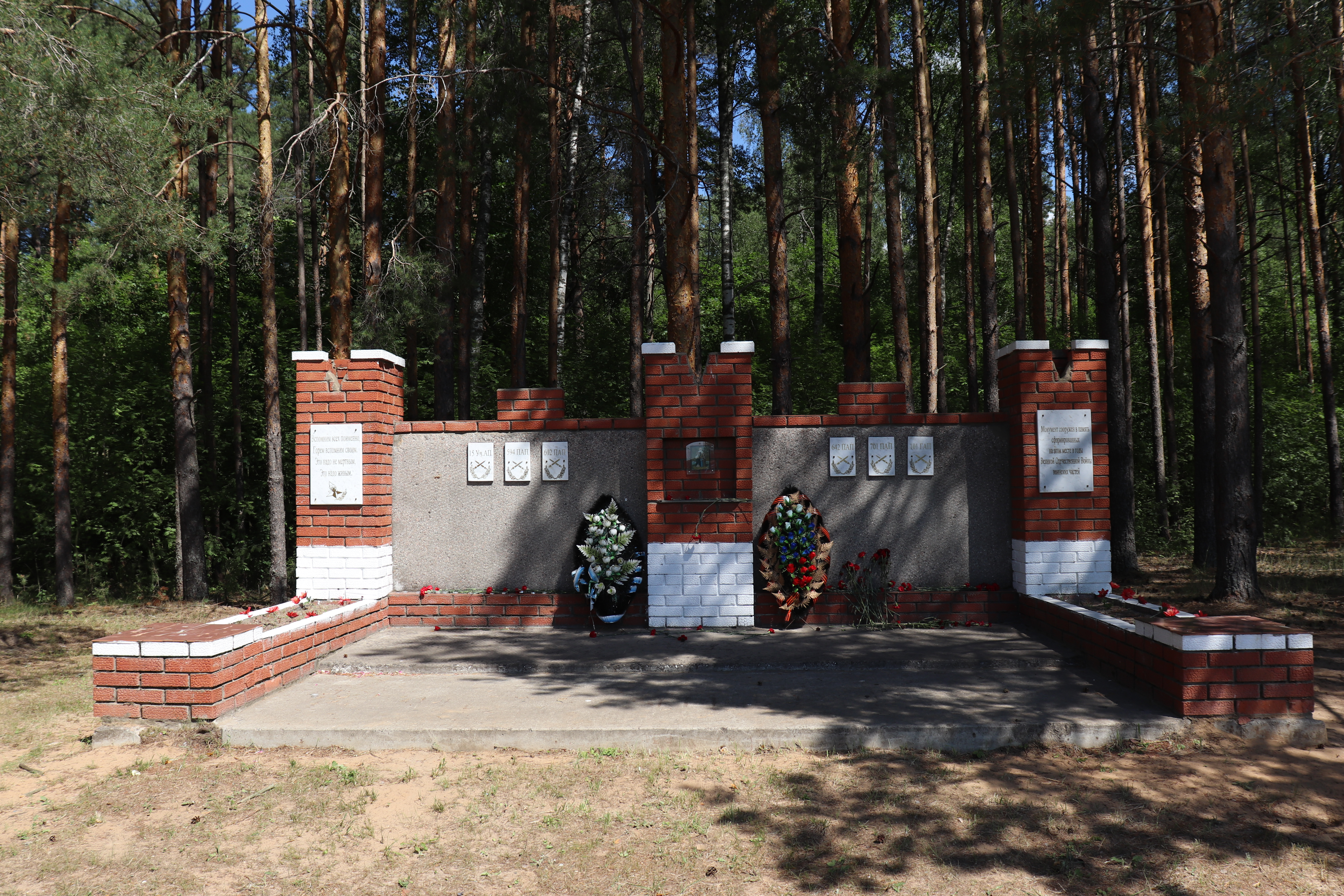
Мемориал памяти о сформированных на Шуйской земле войсковых частях, у деревни Косячево.

- Благодаря совместной работе Совета ветеранов 602-го пушечного артиллерийского полка и клуба «Поиск» шуйской школы № 18 в 1975 году у деревни Косячево Шуйского района был установлен памятный знак о сформированных на Шуйской земле войсковых частях: 602-го пушечного и 101-го гаубичного артиллерийских полках. Со временем удалось установить наименования ещё четырёх сформированных артиллерийских полках: 15-го учебного, 594-го, 642-го и 701-го пушечных. Поэтому Шуйский совет ветеранов военной службы выступил с инициативой возведения на этом месте нового монумента, который был открыт 28 июня 2009 года.